# Aspidosiphon macer
Aspidosiphon macer är en stjärnmaskart som först beskrevs av Sluiter 1891.  Aspidosiphon macer ingår i släktet Aspidosiphon och familjen Aspidosiphonidae. Inga underarter finns listade i Catalogue of Life.